# Hysope
Espèce
Classification phylogénétique
L’hysope, hysope officinale ou hyssope (Hyssopus officinalis L.) est une espèce de plantes à fleurs vivaces de la famille des Lamiacées (Labiées), originaires des environnements de type garrigue dans les régions méditerranéennes. Ses fleurs, qui peuvent être violettes, bleues, blanches ou rouges, sont groupées en épis.

## Description
Haute de 20-50 cm, aromatique, tiges ascendantes, rameuses et ligneuses à la base. Feuilles étroite lancéolées de 1-2,5 cm de long et 2-5 mm de large. Fleurs bleues groupées par 3 à 7 en épis de 2-10 cm à l’aisselle des feuilles, d’un seul côté.

## Distribution

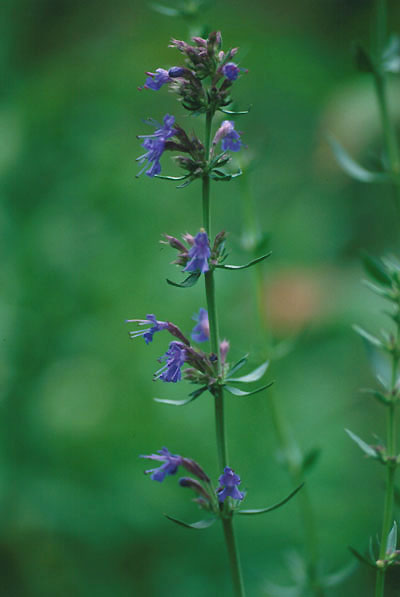
Hysope : inflorescence.

L'hysope est originaire d'Europe méridionale, d'Afrique du Nord, d'Asie occidentale (Proche-Orient et Caucase), elle a été naturalisée dans toute l'Europe et en Amérique du Nord.

### Habitat
En Suisse, elle pousse sauvage dans les pelouses steppiques du Valais Stipo-Poion.
Elle est citée au Moyen Âge dans le capitulaire De Villis, une liste des plantes recommandées à la culture dans les jardins de monastères sous Charlemagne[réf. nécessaire].

## Symbolique
L'espèce est citée dans la Bible à l'occasion de la Pâque, juste avant que le peuple d'Israël ne quitte l'Égypte : « Et vous prendrez un bouquet d'hysope, et vous le tremperez dans le sang qui sera dans le bassin ; et du sang qui sera dans le bassin vous aspergerez le linteau et les deux poteaux ; et nul d'entre vous ne sortira de la porte de sa maison, jusqu'au matin. »
L'hysope est également citée au moment de la crucifixion de Jésus. De même, l'hysope est évoquée comme plante purificatrice dans Psaume 51, verset 9, Asperge-moi avec l'hysope, Seigneur, et je serai purifié), qui est une des antiphones dont l'usage est prévu (hors temps pascal) dans l’aspersion avec l’eau bénite que l’on peut faire le dimanche au début de la Messe.
Toutefois il ne s'agit pas de l'hysope officinale qui ne poussait pas en Galilée à l'époque mais plus probablement de la marjolaine ou de l'origan qui font partie de la même famille,.
Dans la culture hébraïque, l'hysope symbolise l'humilité, en opposition au cèdre, image de la majesté : « [Salomon] a parlé sur les arbres, depuis le cèdre du Liban jusqu'à l'hysope qui sort de la muraille. » Pour les mêmes raisons, les deux plantes sont associées dans la loi juive sur le lépreux, dans le sacrifice relatif à la guérison du lépreux : « [Le sacrificateur] prendra le bois de cèdre, l'hysope, le cramoisi et l'oiseau vivant. »

## Culture
L'hysope trouvait sa place dans les jardins de simples, jardins de curés et autres jardins médiévaux.
Elle préfère les emplacements ensoleillés dans une terre plutôt sèche et bien drainée.
La multiplication peut se faire par semis au printemps en pépinière, les jeunes plants étant mis en place à l'automne, ou bien par division de vieilles touffes au printemps.
Elle appartient à la liste de plantes qui se prêtent bien aussi au bouturage.
La récolte peut intervenir quelques mois après la plantation. On prélève les tiges feuillées avant floraison. Pour obtenir des feuilles tendres, éliminer au fur et à mesure les tiges florales.

## Utilisation

### Utilisation horticole
Résistante et demandant peu d'entretien l'hysope est utilisée dans les jardins d'ornement comme plante de rocaille. Elle peut être utilisée comme espèce pour les toitures végétales. C'est aussi une plante mellifère.

### Utilisation alimentaire

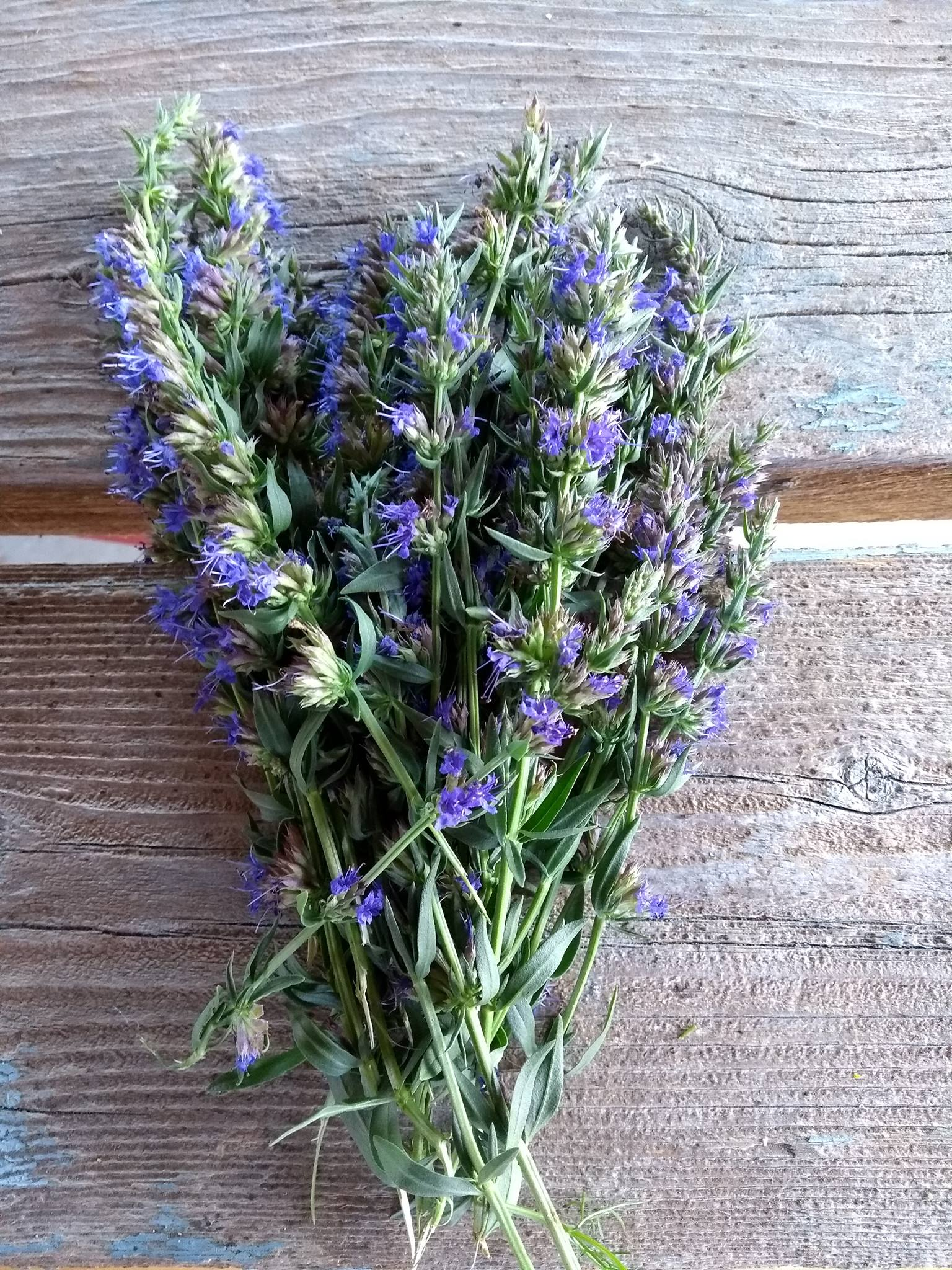
Bouquet d'hysope destiné à l'usage culinaire.

L'hysope est une plante potagère en tant que plante condimentaire. Ses feuilles, fraîches ou séchées, sont utilisées, finement hachées, pour aromatiser les crudités et les salades, les farces pour le porc, l'oie ou le canard, mais aussi dans les sauces et les soupes.
Elle constitue l'ingrédient de base du za'atar au Levant.
Ses fleurs relèvent agréablement le goût des salades et des légumes.
Elle entre aussi dans la composition de certaines liqueurs, du pastis, de l'eau de mélisse, de l'absinthe suisse. C'est l'un des éléments essentiels de l'élixir de la Grande-Chartreuse, de la bénédictine.
L'hysope a pu aussi servir d'agent aromatisant lors du brassage de la bière.

## Propriétés toxicologiques et médicinales
L'hysope est une plante médicinale. L'huile essentielle est utilisée comme : antiseptique, stimulante, stomachique et expectorante. Elle était également utilisée traditionnellement pour avorter. 
L'huile essentielle d'hysope officinale (Hyssopus officinalis var. officinalis) est neurotoxique et abortive. Pour cette raison, sa commercialisation est réglementée.
On retrouve l'huile d'hysope dans une liste d'additifs dans les cigarettes.

## Utilisation traditionnelle
Utilisation traditionnelle :
- pour stimuler la digestion (aromate) ;
- pour aider à l'évacuation des gaz intestinaux (carminatif) ;
- comme tonique pour fortifier et soulager les muqueuses des voies respiratoires et des voies gastro-intestinales ;
- comme expectorant pour soulager la toux et autres affections des poumons ;
- pour fortifier le système respiratoire (pectoral) ;
- pour réduire la fièvre (antipyrétique) ;
- pour induire la sudation (diaphorétique).

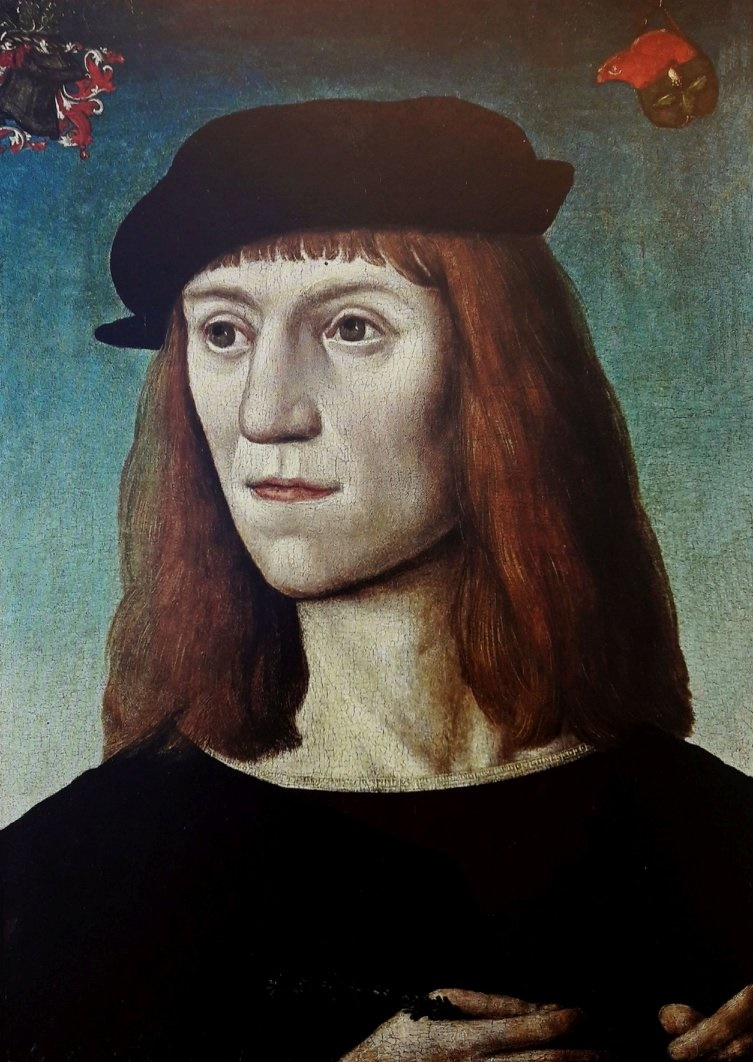
Portrait de Christoph von Suchten tenant dans sa main une branche d'hysope considérée comme un symbole de la foi, de la pureté physique et de la régénération morale, 1507, Musée national de Dantzig
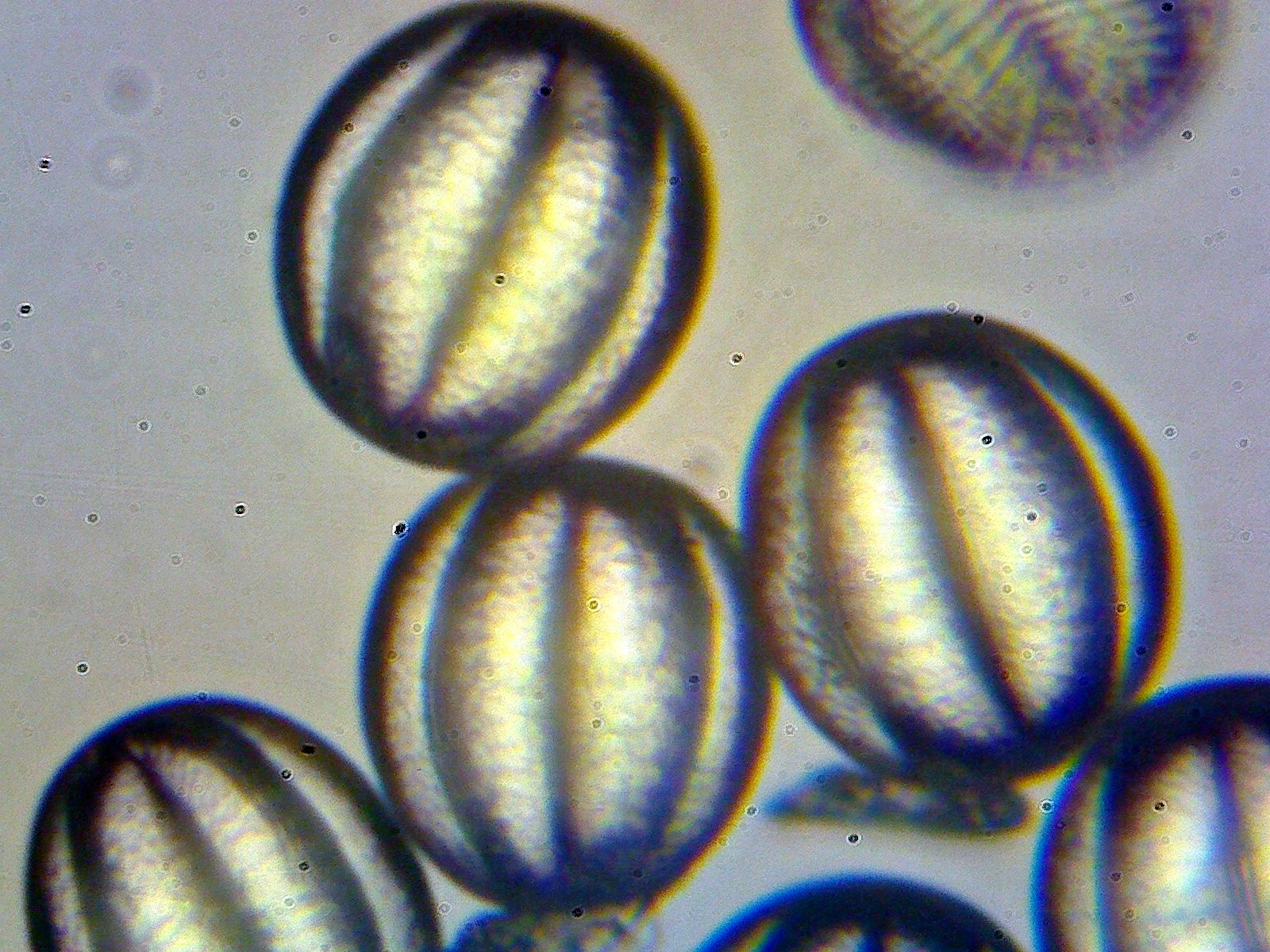
Pollen
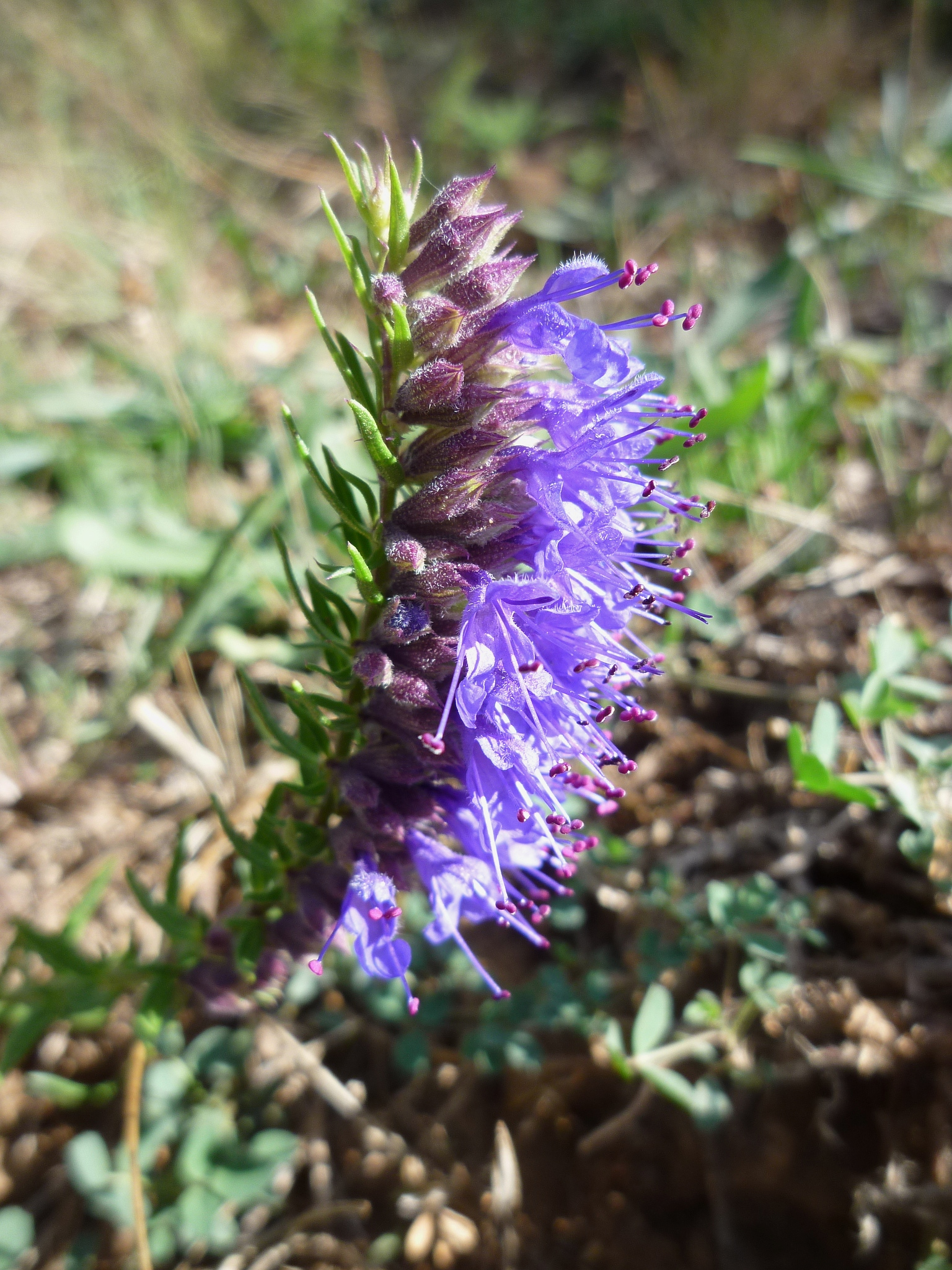
Fleur
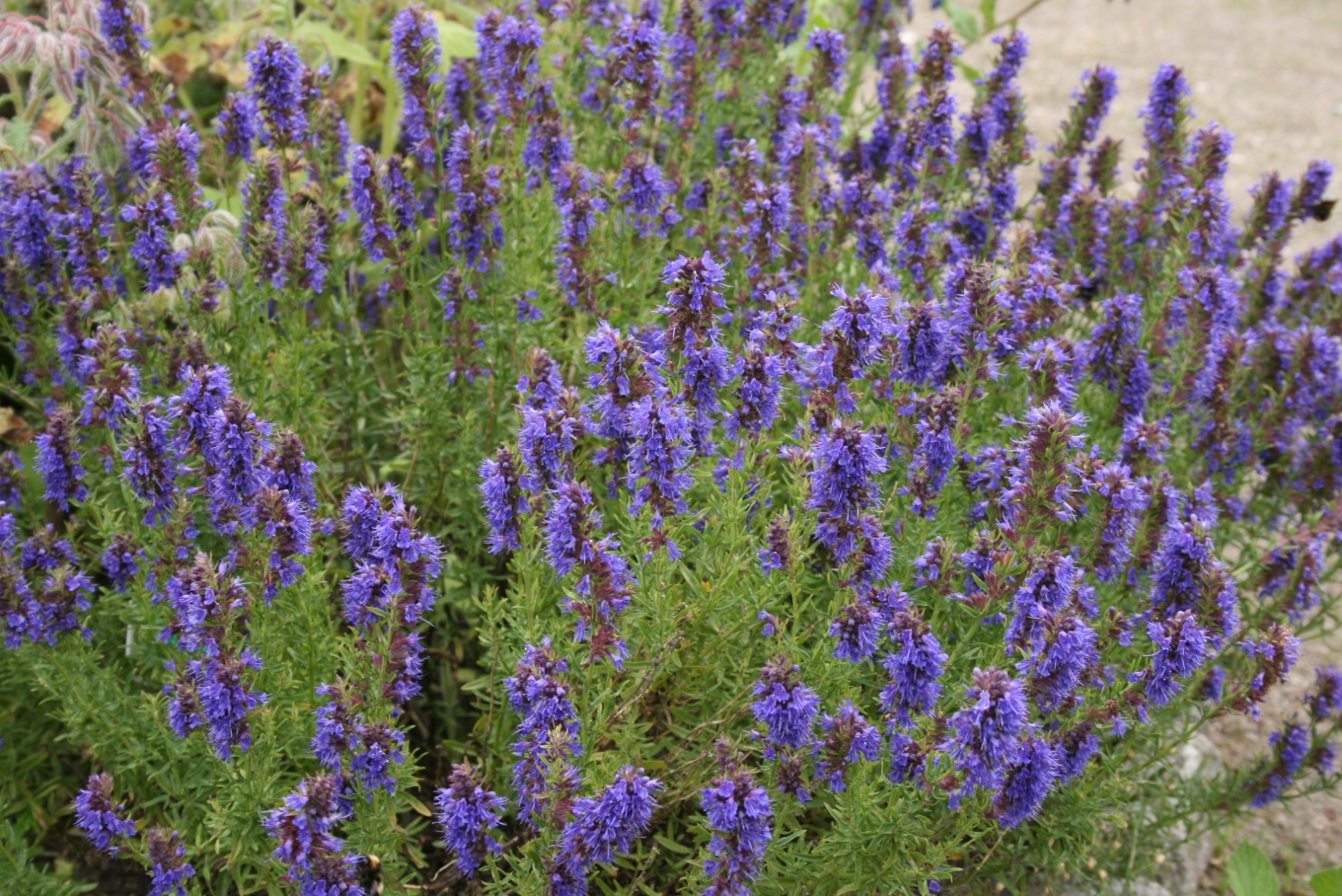
Hysope au Danemark